# Клочки (Киевская область)
Клочки (укр. Клочки) — село, входит в Белоцерковский район Киевской области Украины.
Население по переписи 2001 года составляло 132 человека.

## Местный совет
09171, Киевская обл., Белоцерковский р-н, с. Коженики, ул. Набережная, 58